# Macromotettix tianlinensis
Macromotettix tianlinensis är en insektsart som beskrevs av Liang och G. Jiang 2004. Macromotettix tianlinensis ingår i släktet Macromotettix och familjen torngräshoppor. Inga underarter finns listade i Catalogue of Life.